# Chladič kapaliny

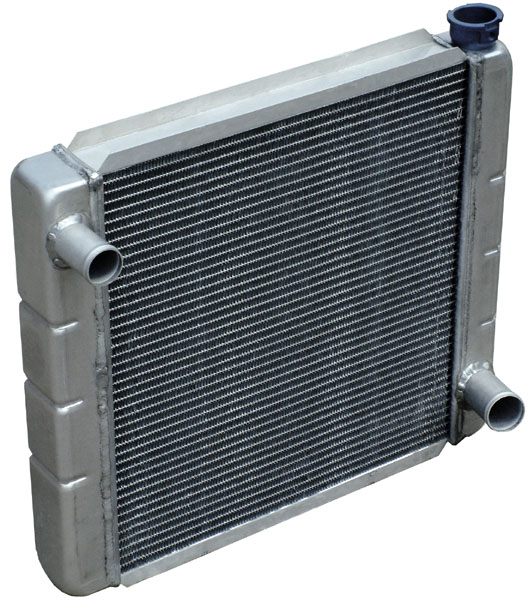
Typický automobilový chladič

Chladič je tepelný výměník, který je součástí kapalinového chladicího systému u spalovacích motorů s vnitřním spalováním, chlazení kompresorů a různých chladicích systémů a zařízení.

## Historie

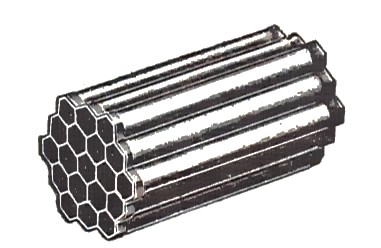
Schéma voštinového šestihranného chladiče.

V prvním třístopém vozidle konstruktéra Karla Benze, bylo chlazení dvoudobého jednoválcového benzínového motoru zajištěno velkým objemem chladící kapaliny a její samovolnou cirkulací přes dlouhou a spirálovitě zakřivenou trubku, umístěnou v nádobě přímo na válci motoru. Tento druh chlazení byl nedostatečný a spotřebovával velké množství vody. V roce 1890 Gottlieb Daimler a Wilhelm Maybach založili Daimler Motoren Gesellschaft a v roce 1894 zkonstruovali první dvouválcový řadový motor. Zlepšení chlazení pro dvouválcový spalovací motor vyřešil Wilhelm Maybach. Navrhl a zkonstruoval voštinový chladič, který je považován za první automobilový chladič. Skládal se s 8050 kusů hranatých trubek o velikosti 6x6 mm. Měděné hranolky byly vloženy mezi hranaté trubky a tím byly vytvořeny kanálky pro chladící kapalinu. Následně byly trubky z pájeny dohromady v cínové lázni. Na tuto konstrukci chladiče získal v roce 1897 Wilhelm Maybach patent. Poprvé byl použit u vozidla Mercedes 35 PS. Z důvodu snížení materiálu a pracnosti výroby, byly nahrazeny čtyřhranné trubky trubkou kruhovou, která byla na obou koncích rozšířena do šestiúhelníku a připájena šestihrannými konci k sobě. Tím odpadlo vkládání měděných hranolků.

## Účel
Účelem chladiče je co nejefektivnější ochlazování chladicí kapaliny, která se pak vrací do bloku motoru, kde se zahřeje a vrací se zpět do chladiče. Chladiče jsou vyráběny z materiálů, které dobře vedou teplo, nejčastěji z hliníku, mědi a železa. Chlazeným médiem je obvykle voda s nemrznoucí směsí či olej. Chladič se skládá z trubky nebo soustavy trubek kulatého, oválného nebo plochého průřezu, ve kterých proudí chlazená kapalina, a hliníkových, měděných a železných lamel, které zvyšují plochu pro odvod tepla. Pro zajištění cirkulace média přes chladič se zpravidla používá čerpadlo, jedná se tedy o nucený oběh chlazeného média. Někdy se pro zvýšení účinnosti chladiče používá ventilátor, který skrz chladič žene vzduch, použití ventilátoru je nezbytné v případě, kdy chybí přirozené proudění vzduchu náporem, například u stojícího vozidla či stabilních motorů.

## Chladič motoru
U automobilů a dalších zařízení se spalovacím motorem, např. v lokomotivách, v motocyklech a ostatních podobných případech se používá k chlazení chladicí kapaliny, která udržuje stálou pracovní teplotu motoru. Stejné chladiče se používají i pro chlazení oleje u závodních vozů.

## Chladič kompresoru, čerpadla
U kompresorů se používá pro chlazení kapaliny, která odvádí ztrátové teplo vznikající při kompresi v pístovém prostoru, např. při kompresi vzduchu nebo čerpání kapaliny.

## Chladič klimatizace
Přesněji kondenzátor klimatizace je zařízení v kterém kondenzuje chladicí plyn na kapalinu. Samotný princip spočívá v proudění chladnějšího vzduchu přes chladicí žebra kondenzátoru a tím odnímá teplo vytvořené stlačením chladicího plynu kompresorem.Tvar kondenzátoru je různý dle zařízení ve kterém je umístěno. Skládá se s trubky nebo trubek kulatého, oválného nebo plochého průřezu. Mezi trubky je vložen pásek nebo pásky pro přenos tepla. Je vyroben z hliníku nebo mědi a jejich slitin u starších zařízeních se můžeme setkat i s železem. Pro zvýšení účinku je často kondenzátor vybaven ventilátorem. Typickým příkladem je klimatizace do automobilu. Je součástí každé klimatizace a chladicího zařízení (lednice, mrazáky) ve které je používáno chladivo (R12, R134A atd.). Nejčastěji se vyskytuje u klimatizací v dopravních prostředcích (automobily, autobusy, traktory atd.). v bytových a průmyslových klimatizacích, tepelných čerpadlech, mrazicích a chladicích zařízení.

## Ostatní
Podobně konstruované chladiče se používají i jako mezichladiče stlačeného vzduchu (intercoolery), proto může být jedna technologická skupina vybavena i několika různými chladiči.